# Listă de scriitori ciprioți
Aceasta este o listă de scriitori ciprioți.

## A
- Kutlu Adalı
- Zeki Ali

## C
- Neriman Cahit

## D
- Fikret Demirağ

## G
- Dimitris Gotsis

## H
- Kyriakos Haralambidis

## I
- Panos Ioannides

## K
- Theoklis Koujalis

## L
- Sener Levent

## M
- Kyriakos Margaritis
- Vasilis Michaelides
- Kostas Montis

## O
- Ahmet Okan
- Nikos Orfanides

## P
- Elli Paionidou
- Michalis Passiardis

## T
- Maria Thoma
- Osman Türkay

## Y
- Nese Yasin